# Kostel svatého Petra a Pavla (Nová Říše)
Kostel svatého Petra a Pavla je klášterní a farní kostel římskokatolické farnosti Nová Říše. Nachází se poblíž náměstí v centru obce Nová Říše jako součást areálu premonstrátské kanonie svatých Petra a Pavla. Kostel je coby součást areálu kláštera chráněn jako kulturní památka České republiky.

## Popis
Jde o jednolodní barokní obdélnou stavbu se dvěma bočními kaplemi a dvěma hranolovými věžemi s uskočeným presbytářem a pravoúhlým závěrem. Kostel je 45 metrů dlouhý a v hlavní lodi 12 metrů široký.

### Mobiliář
Kostel je vybaven cenným mobiliářem a je bohatě zdoben freskami.
Hlavní oltář je dílem sochaře a štukatéra Jana Hennevogela. Kazatelna, umístěná na jižní straně lodi, je bohatě vyřezávaná. Je známo pouze příjmení jejího autora Arbeiteho. V kostele se nacházejí také varhany s 23 rejstříky varhanáře Bedřicha Semráda z let 1764 až 1765. Další významnou součást mobiliáře je také křížová cesta od Františka Bílka a Viktora Förstra.

## Historie

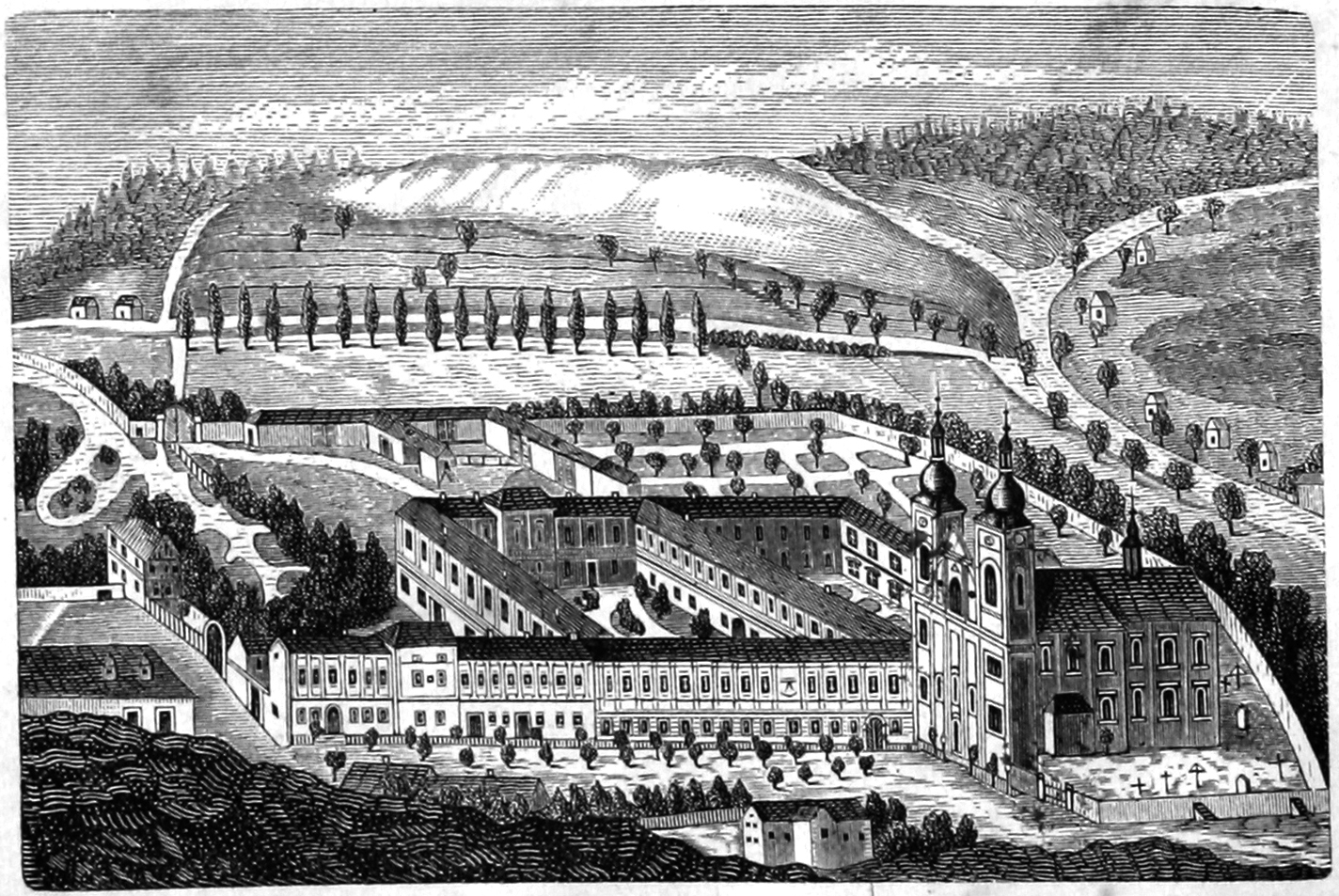
Rytina novoříšského kláštera s kostelem (vpravo) od Cyrila Žídka z roku 1882

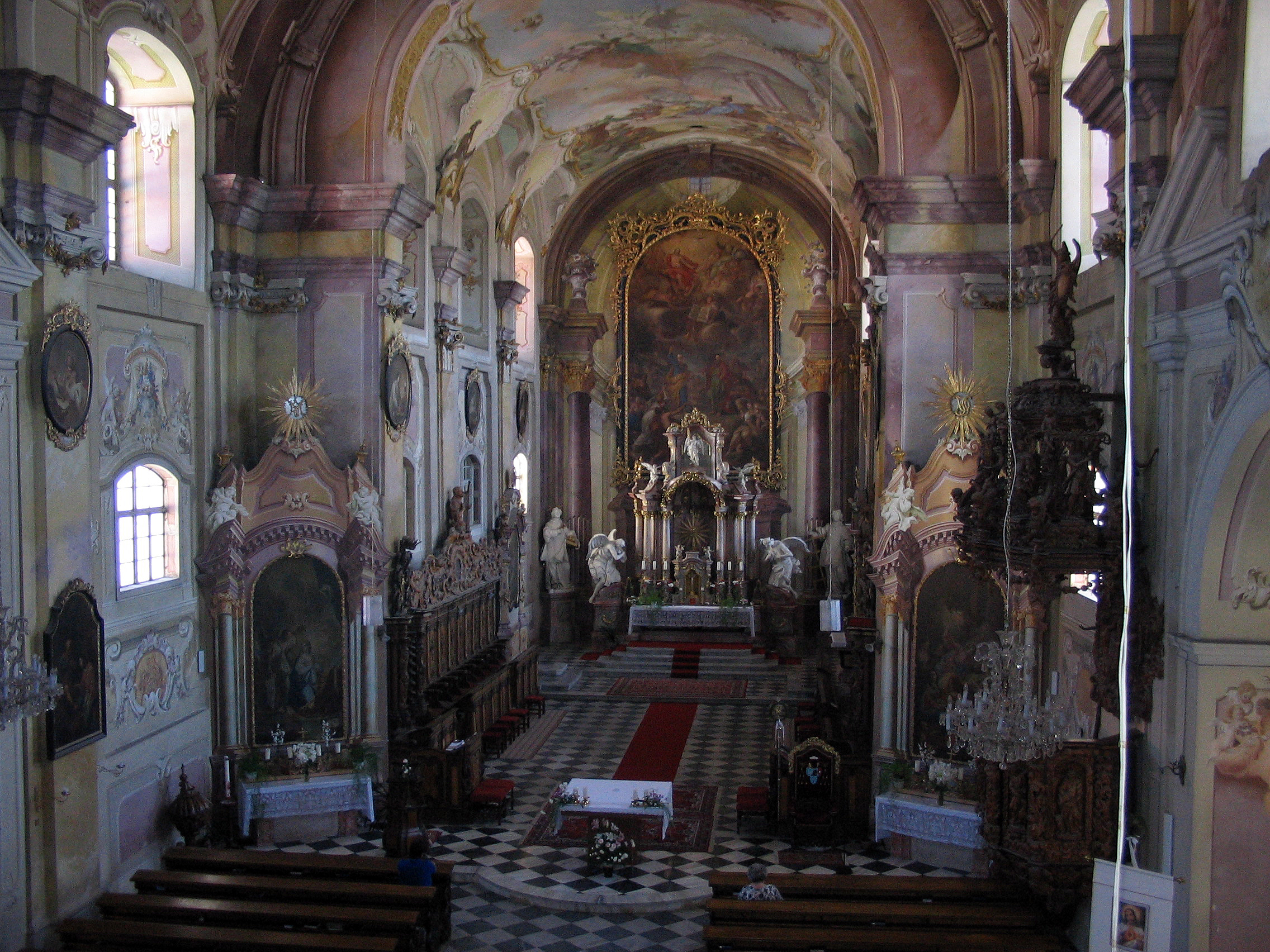
Interiér kostela

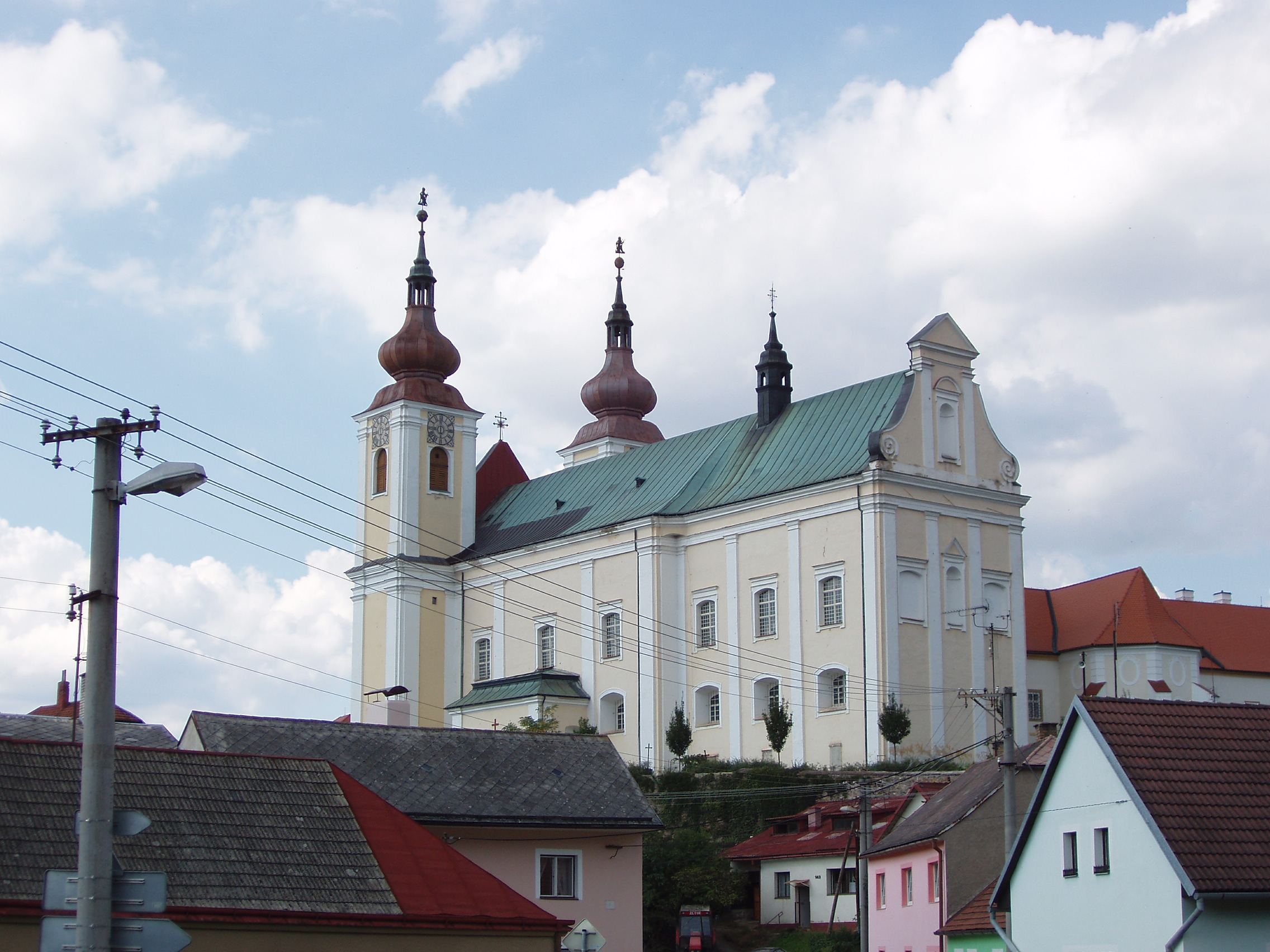
Kostel od jihovýchodu

### Založení kostela
Klášter v Nové Říši byl založen již v roce 1211, a to pro ženský konvent premonstrátského řádu. Klášter se postupně rozrůstal až do v let 1430 a 1433 byl v době husitských nepokojů zpustošen. Později byl obnoven, ale opět došlo k problémům a v roce 1596 z kláštera odešla poslední řádová sestra. 

### Nový kostel
Nové osazenstvo kláštera přišlo až v roce 1641 a v roce 1677 stavitel Bartoloměj Hassler výstavbu nového kostela svatých Petra a Pavla v místě staršího kostela z roku 1504. V průběhu výstavby v roce 1683 ještě nedostavěný kostel vyhořel, nakonec však byl v roce 1687 dokončen. Do kostelních věží byly zavěšeny původní zvony, které pak byly zničeny při pozdějším požáru. Roku 1705 byl vytvořen hlavní oltář s obrazem Petra a Pavla, kdy jeho autorem byl Adam Enzo, v roce 1696 byly také pořízeny chórové lavice, někdy v té době také byla pořízena kazatelna.

### Opatský kostel
V roce 1733 bylo místní proboštství povýšeno na opatství, kostel i klášter se nadále rozvíjely. Fresky v kostele byly namalovány mezi lety 1766 a 1767, jejich autorem byl Johann Lukas Kracker, v roce 1764 či 1765 byly pořízeny varhany od Bedřicha Semráda. V tu dobu byly vysvěceny i nové zvony, ty pak shořely při požáru, v roce 1813, kdy vyhořel klášter a spolu s ním shořela i střecha kostela. Ihned o rok později byly pořízeny tři nové zvony. Kostel i klášter byly opraveny, ale opravy pak trvaly až do 30. let 19. století.

### 20. století
V době první světové války byly zvony z kostela rekvírovány, nové pak byly pořízeny až v roce 1924, zůstal pouze nejstarší zvon z roku 1814. V době druhé světové války byly opět zvony rekvírovány a po válce se do kostela vrátil opět pouze nejstarší z roku 1814, nové zvony pak byly pořízeny až v roce 2003. Klášter byl za druhé světové války sídlem Hitlerjugend a jeho osazenstvo bylo odvlečeno do různých koncentračních táborů.

### Současnost
Po válce a v době socialismu pak byl klášter uzavřen a až do roku i s kostelem 1991 chátral. Klášter s kostelem se od roku 1991 postupně opravuje.
V boční kapli Panny Marie Bolestné meditovával Otokar Březina, jenž v Nové Říši působil jako učitel.